# Яловиц, Кеннет Спенсер
Кеннет Спенсер Яловиц (англ. Kenneth Spencer Yalowitz; род. 28 марта 1941, Чикаго, штат Иллинойс) — американский дипломат, посол США в Республике Беларусь (1994—1997), посол США в Грузии (1998—2001).

## Биография
Кеннет Яловиц родился в 1941 году в Чикаго, штат Иллинойс. Окончил Колумбийский университет со степенью магистра филологии и Висконсинский университет в Мадисоне со степенью бакалавра.

### Карьера
1994—1997 годы — Чрезвычайный и Полномочный Посол США в Республике Беларусь.
1998—2001 годы — Чрезвычайный и Полномочный Посол США в Грузии. Во время работы получил «Премию посла Роберта Фрейзера за миротворчество и предотвращение конфликтов в 2000 году за его работу по предотвращению распространения чеченской войны на Грузию».
В качестве учёного Яловиц занимал должность директора Центра международного взаимопонимания Дики в Дартмутском колледже и адъюнкт-профессора в нескольких университетах, включая Джорджтаунский университет (должность директора Магистерской программы по разрешению конфликтов) и Университет Вашингтона и Ли.
Яловиц был избран в Американскую академию дипломатии в 2009 году, был членом Международного научного центра имени Вудро Вильсона.